# Stichodactylidae
A Stichodactylidae a virágállatok (Anthozoa) osztályába és a tengerirózsák (Actiniaria) rendjébe tartozó család.
A WoRMS adatai szerint 9 elfogadott faj tartozik ebbe a korallcsaládba.

## Tudnivalók
A Stichodactylidae-fajok a trópusi tengerek lakói. Számos bohóchallal (Amphiprion) élnek szimbiózisban.

## Rendszerezése
A családba az alábbi 2 nem tartozik:
- anemóna (Heteractis) H. Milne-Edwards, 1857 - 4 faj
- Stichodactyla Brandt, 1835 - 5 faj; típusnem

## Képek a Stichodactylidae-fajokról

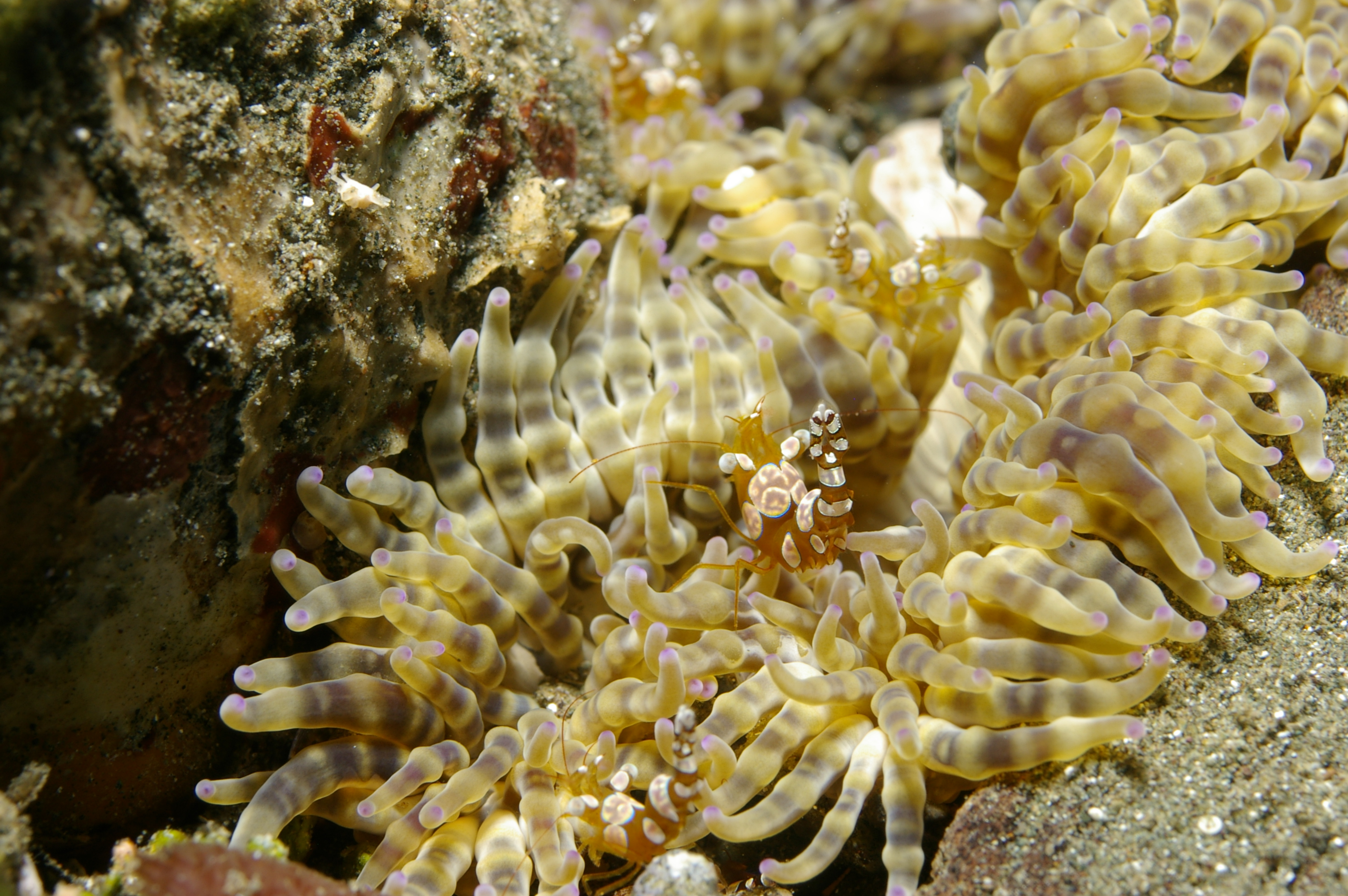
Heteractis aurora
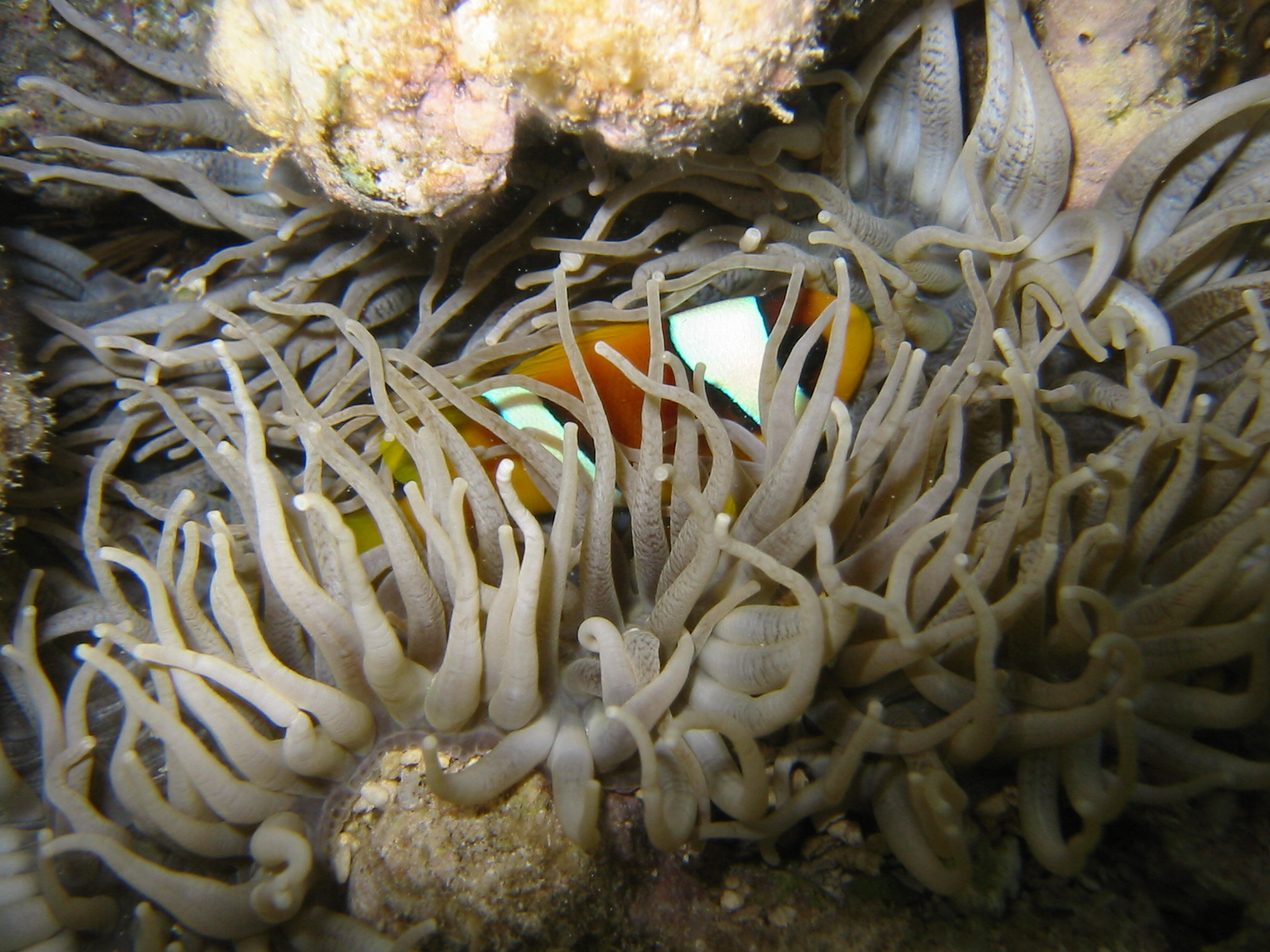
Heteractis crispa
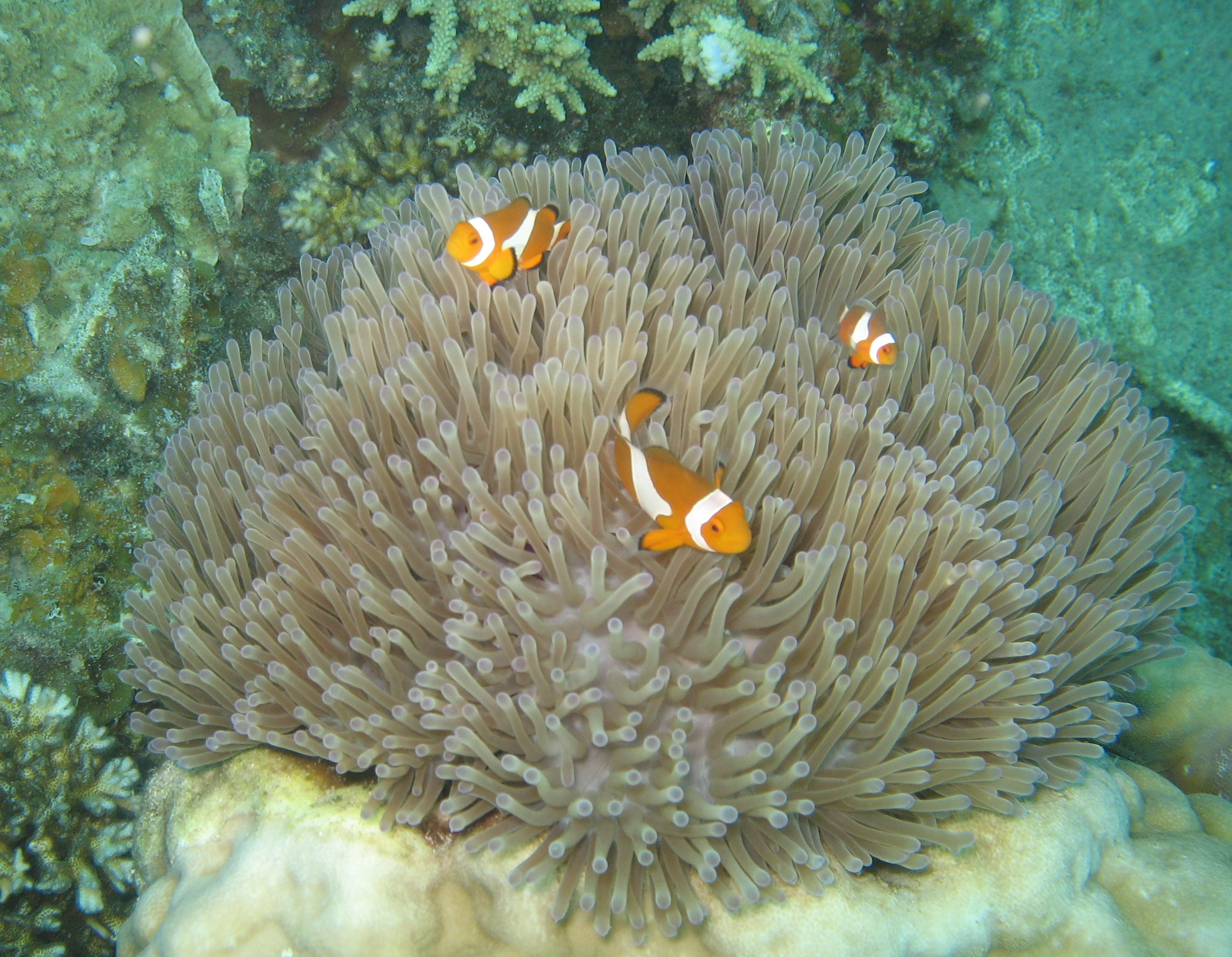
Heteractis magnifica
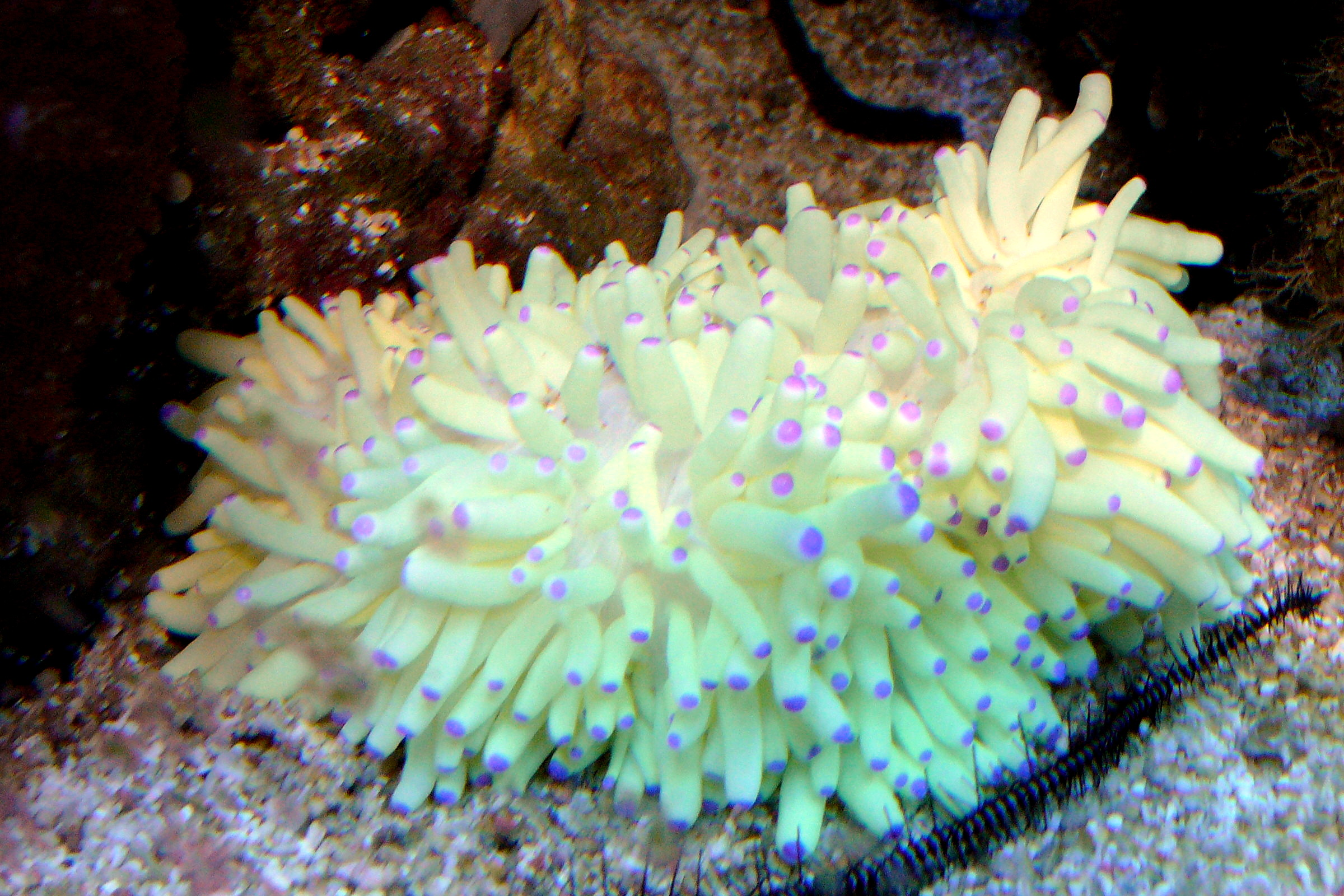
Heteractis malu
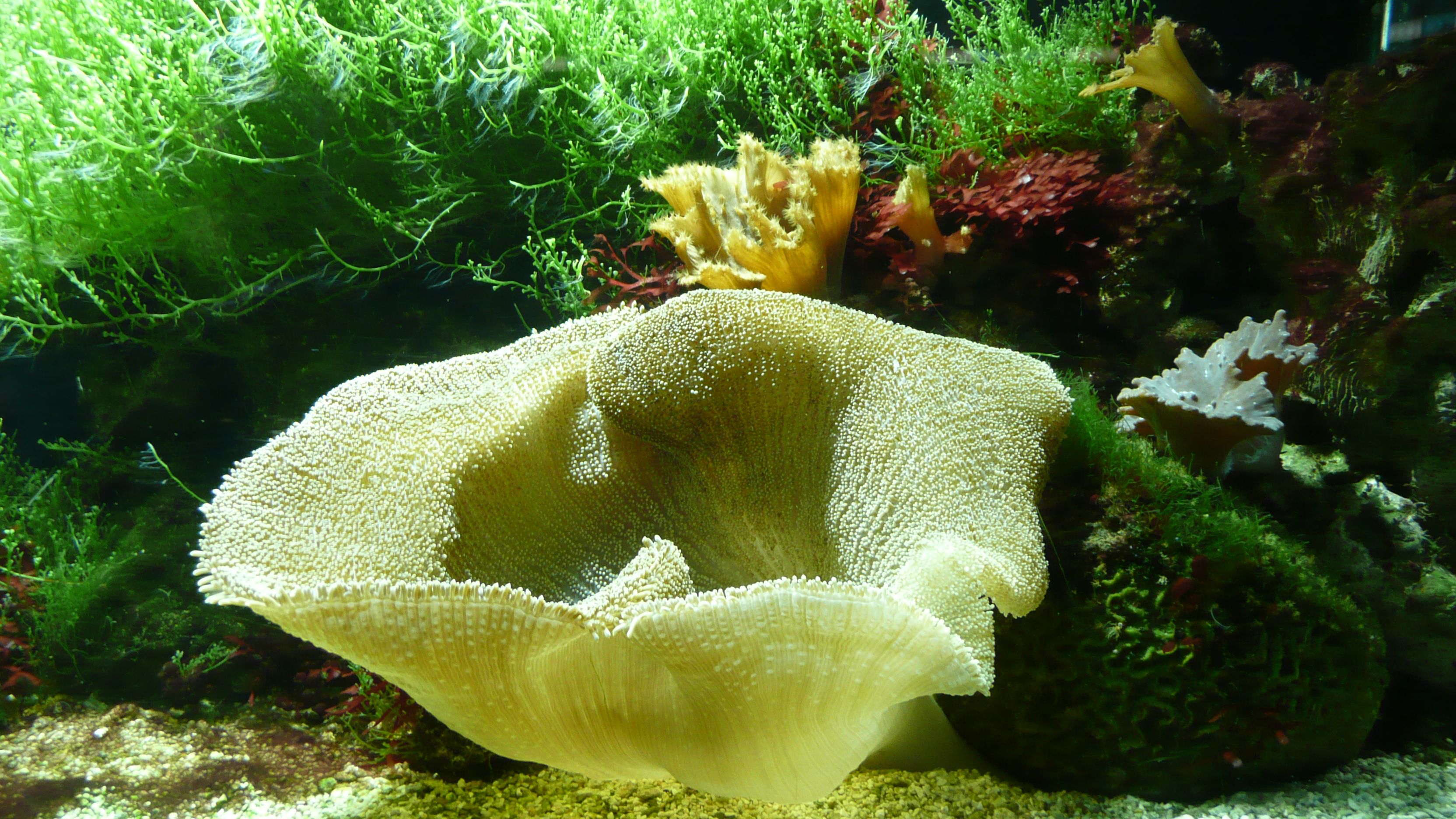
Stichodactyla haddoni
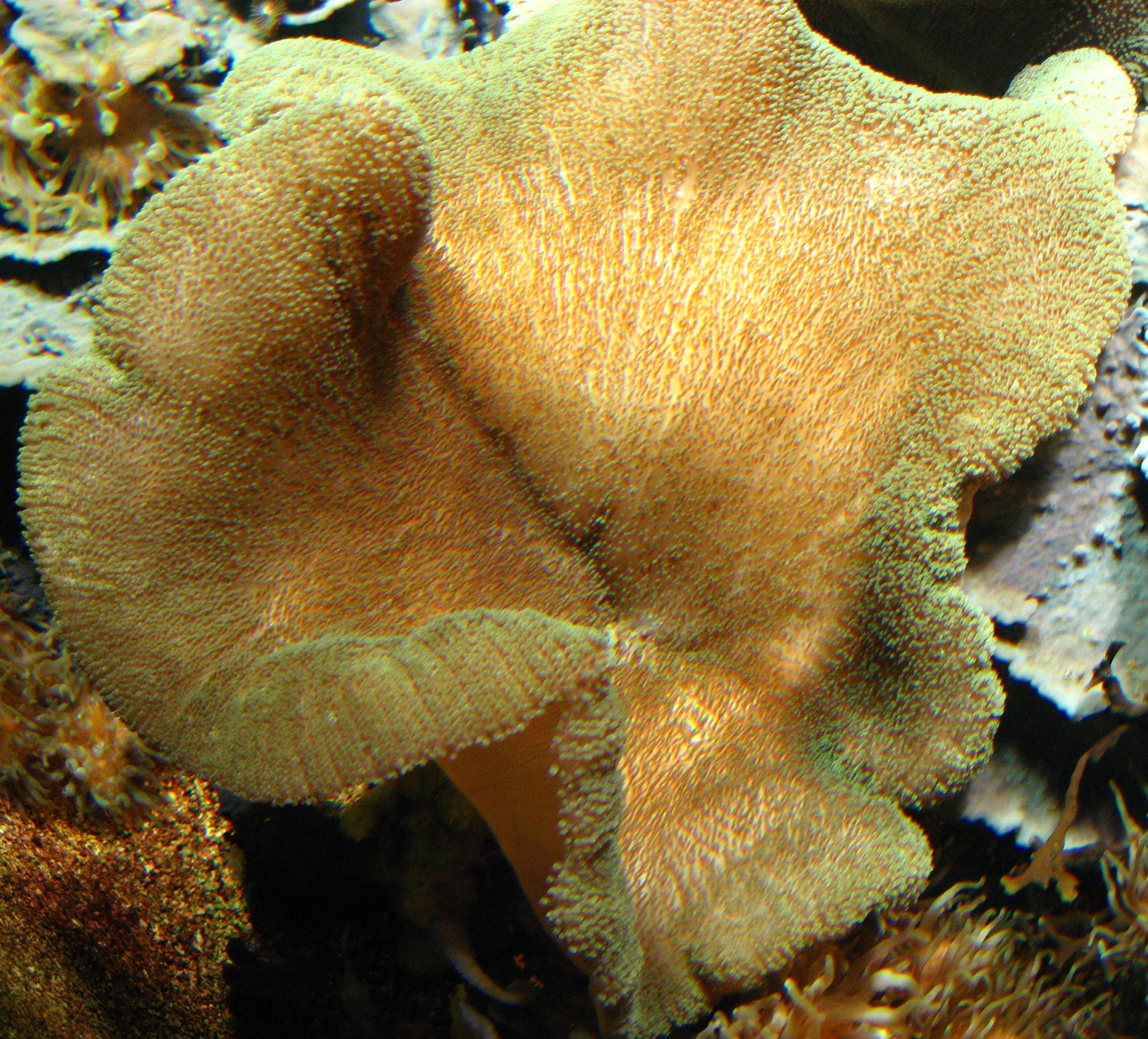
Stichodactyla helianthus

### Fordítás
- Ez a szócikk részben vagy egészben  a   Stichodactylidae című angol Wikipédia-szócikk ezen változatának fordításán alapul.  Az eredeti cikk szerkesztőit annak laptörténete sorolja fel. Ez a jelzés csupán a megfogalmazás eredetét és a szerzői jogokat jelzi, nem szolgál a cikkben szereplő információk forrásmegjelöléseként.